# Філіп Генрі Госсе
Філіп Генрі Госсе (англ. Philip Henry Gosse; 6 квітня 1810, Вустер — 23 серпня 1888, Торкі) — англійський натураліст і популяризатор природознавства, практично винахідник морського акваріума. Сучасний акваріум багато чим зобов'язаний його працям. Філіп Госсе, копіткий новатор в області вивчення морської біології, займався в той же час збиранням комах.
У 1827—1838 рр. зібрав колекцію комах на Ньюфаундленді, в Канаді і Алабамі, а потім на Ямайці. З 1850 року займався переважно вивченням життя морських тварин і багато сприяв розповсюдженню любові до акваріумів.

## Друковані праці
- «The canadian naturalist» (1840);
- «The birds of Jamaica» (1851);
- «A naturalist's rambles on the Devonshire coast» (1853);
- «Manual of marine Zoologie» (2 т., 1855-56);
- «Tenby, a seaside holiday» (1856);
- «Omphalos, an attempt to untie the geological Knot» (1857);
- «Actinologia Britannica» (1860);
- «The romance of natural history» (13-е издание 1886);
- «Sacred streams, history of the rivers of the Bible» та інше.